# シブツ
シブツはフィリピン、タウィタウィ州の第6級自治体。2010年の国勢調査によると人口は28,532人である。マレーシアサバ州から14 kmほど東の位置に存在する。自治体はシブツ島とその南3.5-6 km程の位置にある小さな無人島を領域としている。小島は北からシコラン・カルチ島（Sicolan Calch Island）、シコラン島（Sicolan Island）、シコラン小島（Sicolan Islet）、サルアグ島（Saluag Island）の4島である。サルアグ島はフィリピン最南端の島となっている。
シブツ島は109 km2の面積を持ち、自然保護の重要な場所となっている。

## 歴史
パリ条約の行政的手違いによって、カガヤン・デ・ホロと並んでシブツはフィリピン諸島で最後のスペイン領となった。
イスラム教徒ミンダナオ自治法第197号によってシブツの西にあるシタンカイ島などからシタンカイ自治体が作られ、その後2006年10月21日に行われた住民投票で批准された。

## バランガイ
シブツには16のバランガイが存在する。
- Ambutong Sapal
- Datu Amilhamja Jaafar
- Hadji Imam Bidin
- Hadji Mohtar Sulayman
- Hadji Taha
- Imam Hadji Mohammad
- Ligayan
- Nunukan
- Sheik Makdum
- Taungoh
- Talisay
- Tandu Banak
- Tandu Owak
- Tongehat
- Tongsibalo
- Ungus-ungus

## 註
1. ↑  “Official City/Municipal 2013 Election Results”.  Intramuros, Manila, Philippines:  Commission on Elections (COMELEC) (2013年7月1日). 2013年9月5日閲覧。
2. 1 2 3 4  “Total Population by Province, City, Municipality and Barangay: as of May 1, 2010”. 2010 Census of Population and Housing.   National Statistics Office. 2014年9月1日閲覧。
3. ↑  Danielsen, Finn; Treadaway, Colin G. (2004). “Priority conservation areas for butterflies (Lepidoptera: Rhopalocera) in the Philippine Islands”. Animal Conservation 7 (1):  79-92. doi:10.1017/S1367943003001215.
4. ↑  “MMA Act No. 197 : An Act Creating the Municipality of Sibutu in the Province of Tawi-Tawi” (PDF). armm.gov.ph (2013年3月). 2015年6月11日閲覧。